# La Vallée de l'or noir

La Vallée de l'or noir (Titre original : Campbell's Kingdom) est un film britannique de Ralph Thomas, sorti en 1957.

## Synopsis
Bruce Campbell  se retrouve inopinément propriétaire d'une petite vallée dans les Montagnes Rocheuses canadiennes, à la mort de son grand-père.  Arrivant d'Angleterre, Bruce parvient enfin au "Royaume de Campbell" (comme les autochtones l'appellent de façon désobligeante) où il se trouve rapidement menacé par la construction d'un nouveau barrage hydro-électrique.  Convaincu que son grand-père avait raison et que le "Royaume" peut être prospectif pour l'exploitation du pétrole, s'engage alors une course contre la montre pour prouver que l'or noir se trouve bien sous le "Royaume", avant que la société minière construisant le barrage n'inonde la vallée. Sur son chemin, il croisera l'entrepreneur en constructions Owen Morgan, homme corrompu qui manigance pour empêcher Campbell de réussir dans sa quête. Campbell a toutefois des alliés dans les personnes de Jean Lucas, le géologue Bladen et l'entrepreneur de forages James MacDonald. Malheureusement pour lui, les habitants de la ville voisine de Come Lucky ont investi massivement dans les projets du grand-père de Campbell, et se sont sentis floués devant l'absence de résultats. Campbell parviendra petit à petit à ramener l'opinion en sa faveur en dénonçant les mensonges d'Owen et les fraudes de la société minière.

## Fiche technique
- Titre original : Campbell's Kingdom
- Titre : La Vallée de l'or noir
- Réalisation : Ralph Thomas
- Scénario : Robin Estridge
- Adaptation et roman : Hammond Innes
- Producteurs : Denis Holt, Betty E. Box, Earl St. John
- Musique : Clifton Parker
- Directeur de la photographie : Ernest Steward
- Montage : Frederick Wilson
- Direction artistique : Maurice Carter
- Costumes : Joan Ellacott
- Ingénieurs du son : Archie Ludski, Robert T. MacPhee, Gordon K. McCallum
- Sociétés de Production : The Rank Organisation
- Durée : 102 minutes
- Pays : Royaume-Uni
- Langue : Anglais
- Couleur: Eastman Color
- Format : 1,66 : 1
- Son : Mono (Westrex Recording System)
- Dates de sortie 
  -  Royaume-Uni : 3 septembre 1957
  -  France : 19 septembre 1958

## Distribution
- Dirk Bogarde : Bruce Campbell
- Stanley Baker : Owen Morgan
- Michael Craig : Boy Bladen
- Barbara Murray : Jean Lucas
- James Robertson Justice : James MacDonald
- Athene Seyler	: Miss Abigail
- Robert Brown : Ben Creasy
- John Laurie : Mac
- Sid James : Tim
- Mary Merrall : Miss Ruth
- George Murcell : Max
- Roland Brand : Chauffeur
- Finlay Currie : Vieillard
- Peter Illing : Le Docteur
- Maurice Kaufmann : Man at Golden Calf
- Stanley Maxted : Henry Fergus
- Gordon Tanner : Cliff

Acteurs non crédités
- Miles Malleson : Rôle mineur
- Richard McNamara : L'étranger